# Shar-kali-sharri
Shar-kali-sharri (o Šar-kali-šarrī) (in cuneiforme: 𒀭𒊬𒂵𒉌𒈗𒌷, DShar-ka-li-Shar.ri; fl. XXIII-XXII secolo a.C.) è stato un sovrano accadico.
Figlio di Naram-Sin, regnò dal 2217 al 2193 a.C. (secondo la cronologia media): fu il quinto re dell'impero di Akkad. Sembra che questo re si sia mosso contro l'Elam, forse in chiave difensiva, e nel Luristan, dove è stata rintracciata una sua iscrizione.
Nella Lista reale sumerica, a Shar-kali-sharri si fa seguire  un periodo di caos ("chi era re? chi non era re?"), che va dal 2192 al 2190.
Fu poi Dudu (2189-2169) ad ascendere al potere sul trono di Akkad.